# Total War: Pharaoh
Total War: Pharaoh ist ein Globalstrategiespiel von Entwickler Creative Assembly Sofia und Publisher Sega. Der 16. Eintrag der Total-War-Reihe erschien am 11. Oktober 2023 für Windows und macOS. Pharaoh spielt im Neuen Reich des Alten Ägypten.

## Spielprinzip
Total War: Pharaoh kombiniert die serientypischen Elemente des rundenbasierten Spielmodus auf der Weltkarte mit Austragung einzelner Schlachten in Echtzeit.

## Rezeption
Laut Wertungsaggregator Metacritic erhielt Pharaoh „im Allgemeinen positive“ Bewertungen der Computerspielpresse. Laut OpenCritic empfehlen 66 Prozent der Kritiker das Spiel. IGN hob vielfältige und interessante Schlachten in einer tiefen und reichhaltigen Kampagne hervor. Im Vergleich zu Creative Assembly Sofias letztem Beitrag zum Franchise – Total War Saga: Troy – habe sich vieles verbessert. GameStar kritisierte die Vermarktung des Titels, der in seinem Umfang in der Tradition der Saga-Ableger stünde, als vollpreisigen Teil der Hauptreihe.